# Tononemertes pellucida
Tononemertes pellucida är en djurart som tillhör fylumet slemmaskar, och som beskrevs av Ernest F. Coe 1954. Tononemertes pellucida ingår i släktet Tononemertes och familjen Planktonemertidae. Inga underarter finns listade i Catalogue of Life.